# Framtidsträdet

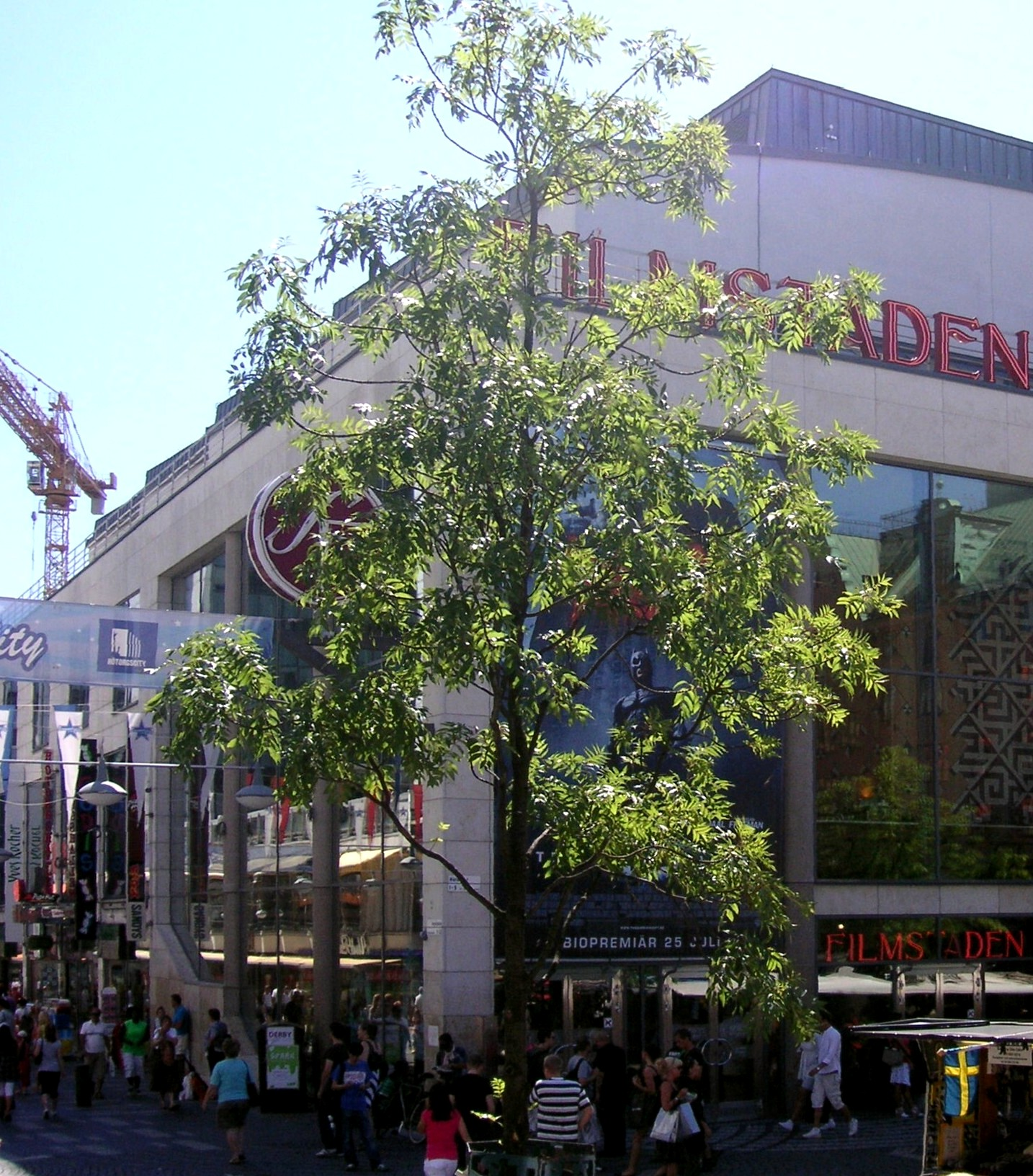
Framtidsträdet på Hötorget.

Framtidsträdet är en ask som den ideella föreningen Globträdet planterade 1986 på Hötorget nedanför Stockholms Konserthus. 
Globträdet är en ideell, världsomspännande förening som bildades i Stockholm 1982. För Globträd har just träd ett stort symbolvärde, de menar att …trädet har i alla tider, i nästan alla kulturer, varit mötesplatsen där människor stannat upp, vilat ut, för att sedan vandra vidare…. Barn och ungdomar är Globträdets uppdragsgivare och detta har utvecklat olika projekt och program som Framtidsmöten, Framtidsskeppet, VM i samarbete och senast Barnens mötesplats. 
År 1986 skickade Globträdet en inbjudan till barn i Sverige och andra länder med uppmaningen Kom till Konserthuset och berätta vad som är livsviktigt inför framtiden! Du får berätta hur du vill – med dans, musik, dikter, sånger, teater eller bilder. Det kom 600 barn från 12 länder. 
Vid planteringen av asken deltog alla medverkande barn och många i publiken med en handfull jord. Dåvarande ordförande i regeringens Barn- och ungdomsdelegation Lena Hjelm-Wallén var hedersgäst och i sitt tal till barnen sade hon bland annat: Låt mig också få säga att detta träd är en uppmaning och utmaning till oss politiker att kanske våga klättra upp i det rufsiga trädet som du hade i din dikt, Linda. Låt oss hoppas det!
Trädet blev 1997 borttaget och ersatt av ett nytt. Vid 25-årsjubileet 2011 blev en emaljskylt uppsatt av Stockholms stad.